# Blue (Zeebraの曲)
「Blue Feat. AI 」（ブルー）は、Zeebraの17枚目のシングル。2011年7月27日にアリオラジャパンから発売された。

## 概要
戦争、地球、人類愛をテーマにAIと共演した楽曲。PVはAnn Carli、Devin DeHavenが撮影した。
オリコン順位は前作と比べ比較的上昇したが、累計売上はほぼ同様であった。

## 収録曲
1. Blue Feat.AI  [4:52]
作詞：ZEEBRA・AI、作曲・編曲：YS-11（DJ YUTAKA & SWING-O a.k.a. 45）
2. Keep On  [3:55]
作詞・作曲・編曲：ZEEBRA
3. Blue Feat.AI （Instrumental）
4. Keep On （Instrumental）